# Клэрмонт (Кейптаун)

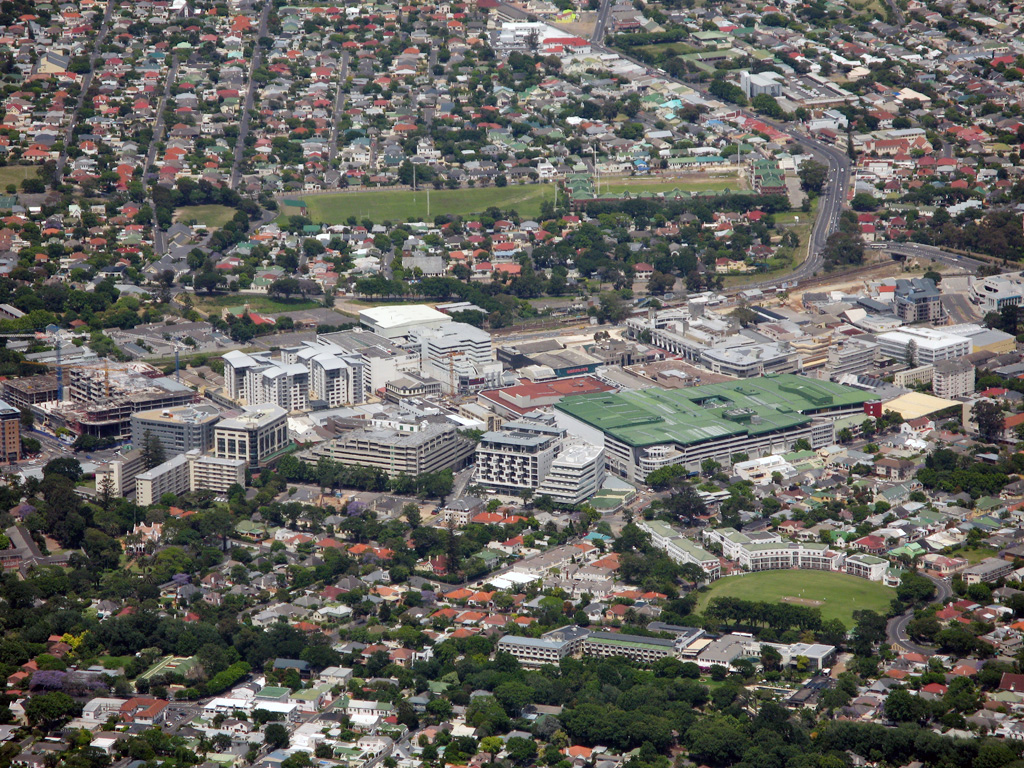
Вид с воздуха на Клэрмонт

Клэрмонт (африк. Claremont) — процветающий деловой район города Кейптаун. Расположен на юге города, граничит с районами Рондебос, Нюэланд и Кенилуорт.
Местной достопримечательностью является торговый центр «Cavendish Square». В этом же районе расположен живописный общественный парк «Arderne Gardens», который когда-то был частью поместья «The Hill». Этот участок земли приобрёл в 1840 году английский эмигрант Ральф Ардерн (Ralph Arderne), который завёз сюда множество экзотических деревьев, многие из весьма дальних стран.
Здесь же жил известный астроном XIX века сэр Джон Гершель, в честь которого названа частная школа для девушек (африк. Herschel-skool).